# بيلي تيبتون
بيلي تيبتون (بالإنجليزية: Billy Tipton)‏ (ولد 21 يناير 1989 ، توفي 29 ديسمبر 1914) كان ملحنا وقائدا لفرقة موسيقى الجاز الأمريكي. بعد وفاته تم ٱكتشاف أنه أنثى متغير الجنس ولد تحت ٱسم دوروثي لوسيل تيبتون. غيرت هويتها وهيئتها وعاشت حياتها كرجل لتتمكن من ممارسة هوايتها المفضلة التي كانت حكرا فقط على الرجال